# The Last Voyage of the Lucette
The Last Voyage of the Lucette è un romanzo autobiografico del 2005 di Douglas Robertson, figlio di Dougal Robertson, nel quale l'autore propone una versione completa del precedente racconto del padre, Naufraghi nel deserto blu, dove viene raccontata la storia del naufragio della sua famiglia durante un viaggio intorno al mondo, nel 1972, in seguito all'affondamento della loro barca Lucette, in seguito all'attacco di un gruppo di orche.
Douglas, scrivendo dalla prospettiva del padre perché, di fatto, "questo è un suo lavoro", ripropone l'intero suo racconto, arricchito di nuove informazioni tratte da articoli di giornale, appunti del padre, conversazioni che egli ha ascoltato dai genitori, memorie dei propri fratelli e gli stessi ricordi di Douglas sul viaggio, per trasmettere gli aspetti emozionali dell'esperienza, i momenti felici e quelli meno che il racconto del padre, più incentrato sulla cronaca dei fatti, non ha fatto emergere. 
Il testo è arricchito anche della storia di come la famiglia donò la Ednamair, la scialuppa sulla quale i naufraghi trascorsero le ultime settimane prima del salvataggio, al National Maritime Museum in Falmouth.
Nella prefazione, Douglas rivela che il libro è la concretizzazione della promessa fatta al padre in punto di morte, il quale gli chiese di integrare il proprio racconto scrivendone una versione "completa".